# Chuck Schuldiner
Charles Michael Schuldiner (n. 13 mai 1967, New York City, New York, SUA – d. 13 decembrie 2001, Altamonte Springs⁠(d), Florida, SUA) a fost un cântăreț, chitarist, compozitor american. A fost solistul, chitaristul, fondatorul și principalul compozitor al trupei americane de death metal Death. Acesta este considerat creatorul stilului de death metal.